# Euverem
Euverem (Limburgs: Öäverem of De Dil) is een buurtschap van Gulpen in de gemeente Gulpen-Wittem en telt zo'n 150 inwoners.

## Ligging
De circa 35 huizen liggen rond de gelijknamige weg Euverem en de daarop haaks liggende Kampsweg richting Pesaken en Crapoel. De buurtschap bestaat uit twee straten en ligt in het Gulpdal midden in het Zuid-Limburgse Heuvelland, tussen Aken en Maastricht. Ten oosten van Euverem stroomt het riviertje de Gulp. In het westen rijst de helling van het Plateau van Margraten op, waarin ten noorden van Euverem de Vosgrub insnijdt. Op de noordhelling van dit droogdal ligt het Osebosch. Ten zuidwesten snijdt droogdal Klingendal in op het plateau.

## Geschiedenis
Vroegere schrijfwijzen van de naam zijn Euvenheim, Euversheim en Euvererm; deze namen verwijzen naar middeleeuwse bewoning. "Euver" betekent "over" (overkant van de Gulp) en "heim" betekent "thuis". Ook in de naburige gemeente Valkenburg aan de Geul bevindt zich een buurtschap Euverem (zie Neerhem). Lokaal staat de buurtschap bekend als "de Dil". In 1840 waren er 24 huizen en 123 inwoners.

## Erfgoed, bezienswaardigheden
Euverem ligt in een fraai landschap. Verschillende paaltjesroutes voeren wandelaars langs de buurtschap. Het pand Euverem 10, een fraaie vakwerkboerderij, is een rijksmonument. Stroomafwaarts aan de Gulp, ten noordoosten van Euverem, ligt het Kasteel Neubourg en de Neubourger Molen (meestal onder Gulpen of Pesaken vermeld). Op 4,8 kilometer stroomopwaarts, in zuidelijke richting, is de grens met het Belgische Nurop. Langs de Slenakerweg, de weg van Euverem naar het zuiden, ligt als eerste Billinghuizen met de restanten van het Kasteel Groenendaal met de Groenendalsmolen. Daarna volgt Kasteel Karsveld in de buurtschap Waterop, richting Beutenaken, en nog verder staat bij Slenaken de Broekmolen.
Midden in Euverem, ter hoogte van nummer 24, zijn de resten te zien van een groot tramviaduct (het Gulpdalviaduct) van de normaalsporige stoomtramlijn van de tramlijn Maastricht-Vaals die tot de dertiger jaren van de 20e eeuw Maastricht en Vaals via Gulpen met elkaar verbond. Het huis met nummer 24 is gebouwd op het fundament van het bruggenhoofd. Ten westen van Euverem liggen nog steeds twee viaducten voor deze tramlijn over wegen. Van de brug over de Gulp rest aan de overzijde nog een talud ten zuiden van Kasteel Neubourg. De eerstvolgende haltes waren in het westen aan de weg Euverem-Reijmerstok en bij Margraten aan de Rijksweg en in het oosten station Gulpen.

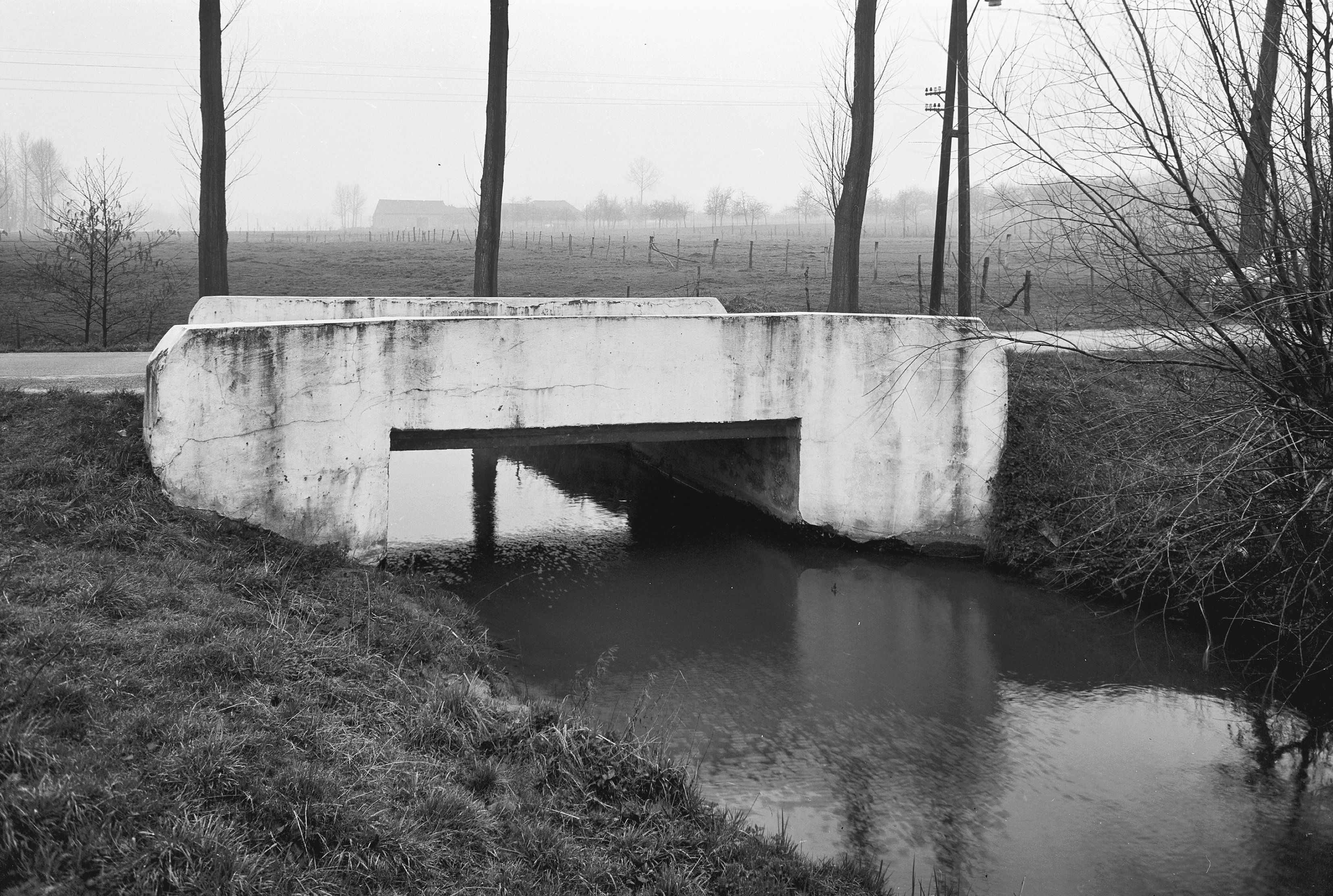
Brug over de Gulp (1966)
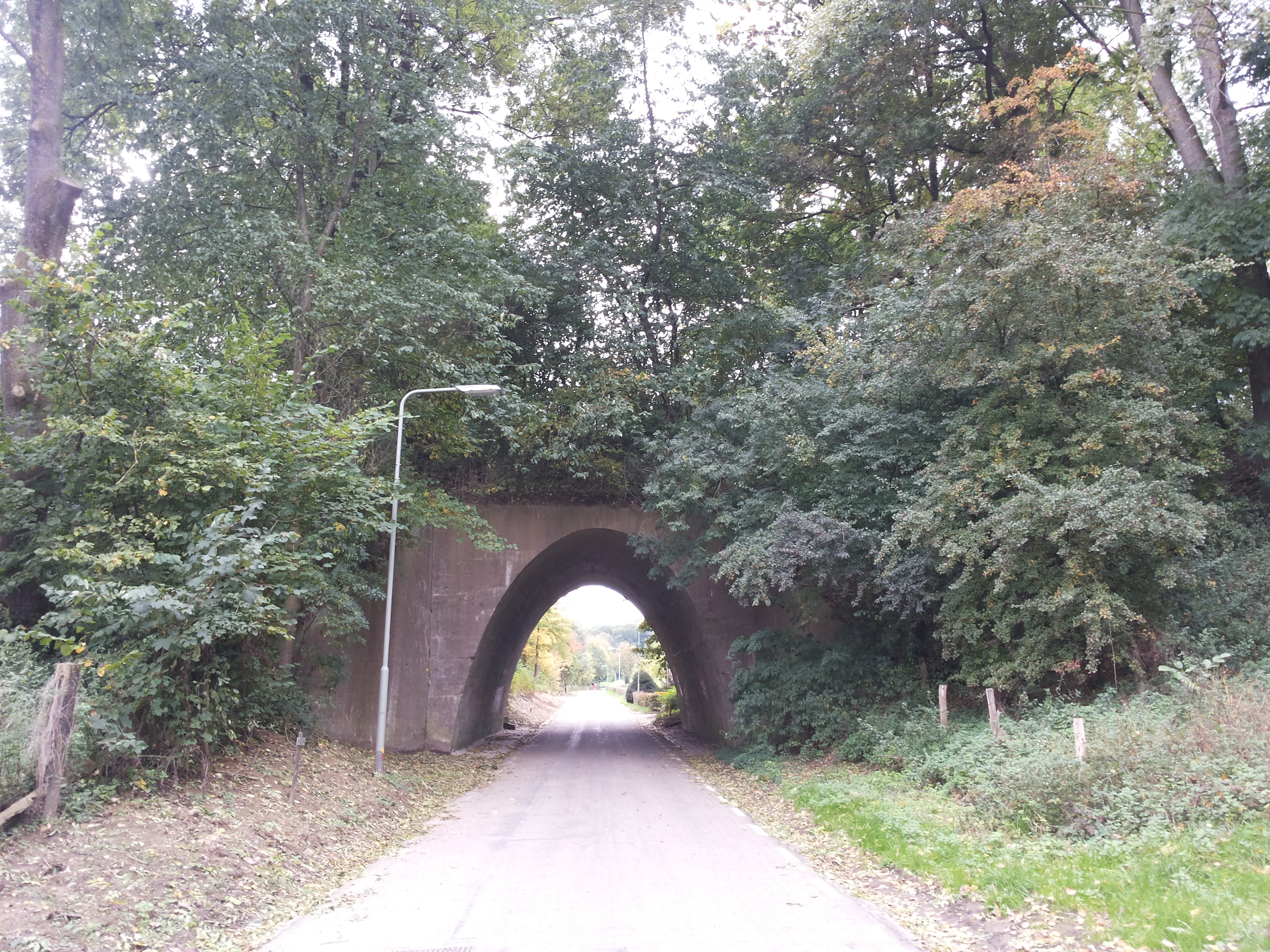
Viaduct tramlijn
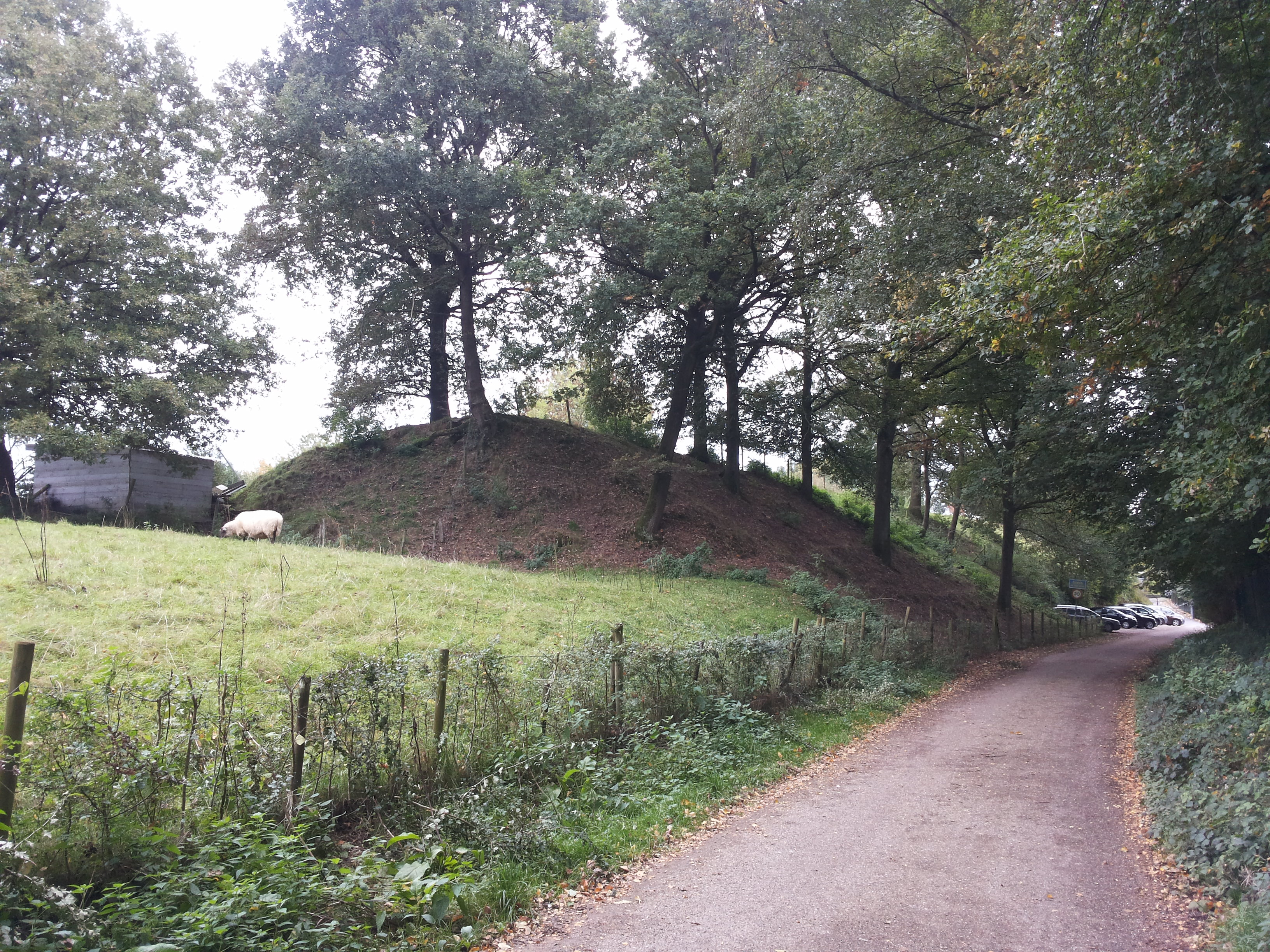
Talud tramlijn
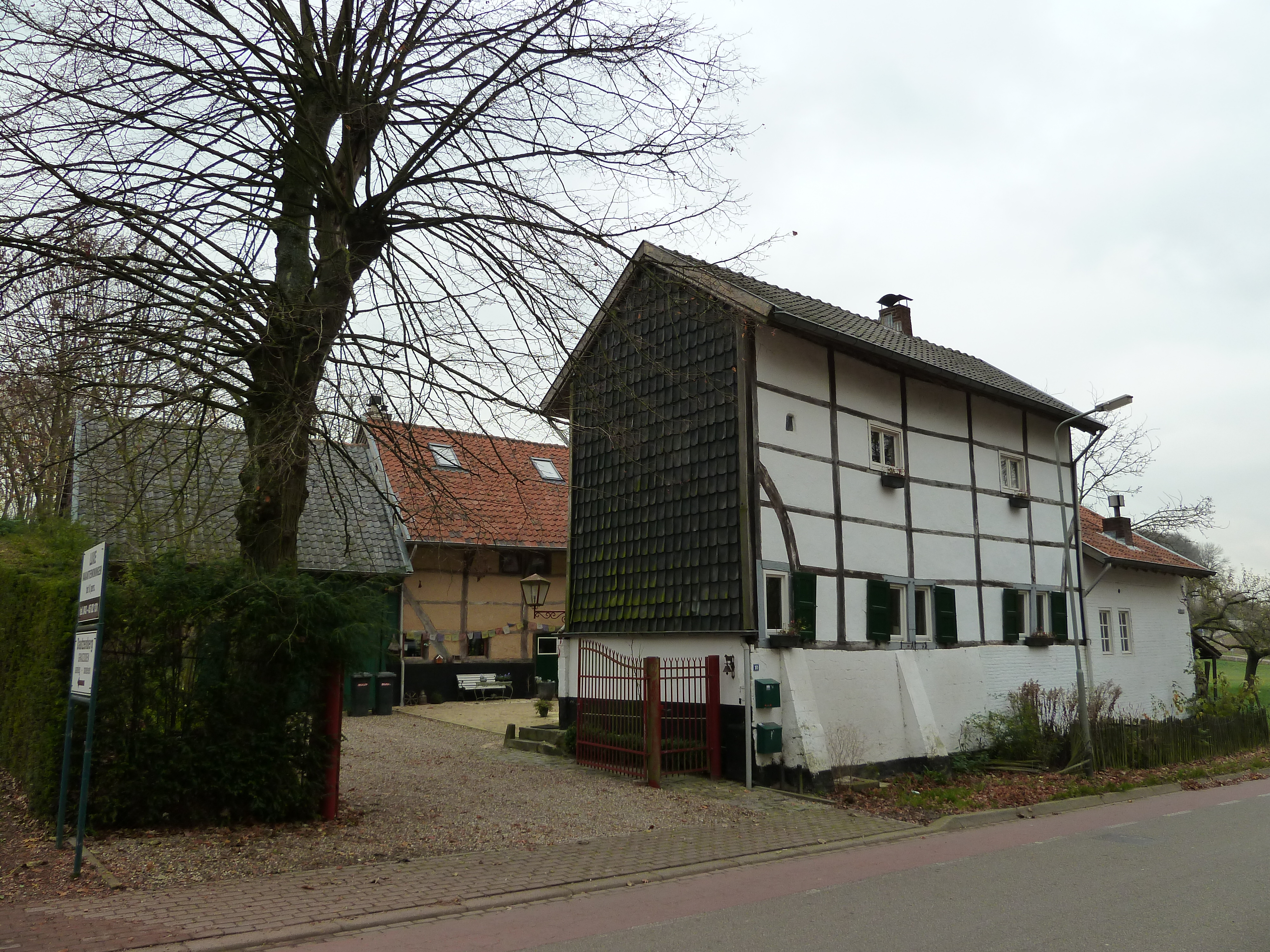
Vakwerkboerderij

## Voorzieningen
De (toeristische) voorzieningen in het gehucht bestaan uit een hotel met restaurant (Gasthof Euverem), een café met terras ('t Trefcentrum), een B&B, een bungalowpark met een honderdtal vakantiehuizen, en een grote camping (Terrassencamping Osebos). Aan de Gulp was tot het begin van de eenentwintigste eeuw Foreldorado gevestigd, een forellenkwekerij met visvijvers en pretpark.

## Verenigingen
Euverem heeft een buurtvereniging. Deze vereniging is sinds 1979 tevens carnavalsvereniging, met de naam "C.V. De Dweschdrievers". Euverem staat in de omgeving bekend om de grote carnavalsgroep met een eigen prins, jeugdprins en Raad van Elf. Hun verenigingslokaal is het enige café in de buurtschap. Van 1 augustus 1940 tot 30 juni 1991 was er ook een voetbalvereniging, R.K.S.V.G. (Rooms-katholieke Sportvereniging Groenendael), vernoemd naar het kasteel Groenendaal in het aangrenzende Billinghuizen.